# 村上和夫
村上 和夫（むらかみ かずお、1952年5月8日 - ）は、日本の観光学者、教育者。立教大学名誉教授、立教大学観光学部元教授、立教新座中学校・高等学校元校長、学校法人立教学院元理事、公益財団法人日本交通公社理事、日本観光ホスピタリティ教育学会元会長、日本観光研究学会（旧・日本観光研究者連合）元会長。

## 人物・経歴
1952年5月8日生まれ。1971年3月、立教高等学校（現・立教新座中学校・高等学校）卒業。
1975年3月、立教大学社会学部観光学科（現・観光学部）卒業。1978年3月、立教大学大学院社会学研究科応用社会学専攻修士課程修了（社会学修士）。
1980年4月、萩女子短期大学助教授、1982年4月、横浜商科大学商学部貿易・観光学科で専任講師・助教授・教授を歴任。
1996年4月、立教大学社会学部観光学科・大学院社会学研究科教授、1998年4月立教大学観光学部観光学科・大学院観光学研究科教授に就任。
2005年4月、立教大学アミューズメントリサーチセンター（RARC）センター長、2006年4月、立教大学観光学部交流文化学科教授。2009年4月、立教大学観光学部長、大学院観光学研究科委員長、立教学院評議員。2013年4月、学校法人立教学院理事に就任。
2018年3月、立教大学退職。同年4月、立教大学名誉教授。
日本観光ホスピタリティ教育学会会長（2012年-2013年）、日本観光研究学会（旧・日本観光研究者連合）会長（2014年-2015年）、公益財団法人日本交通公社理事。